# O fons Bandusiae

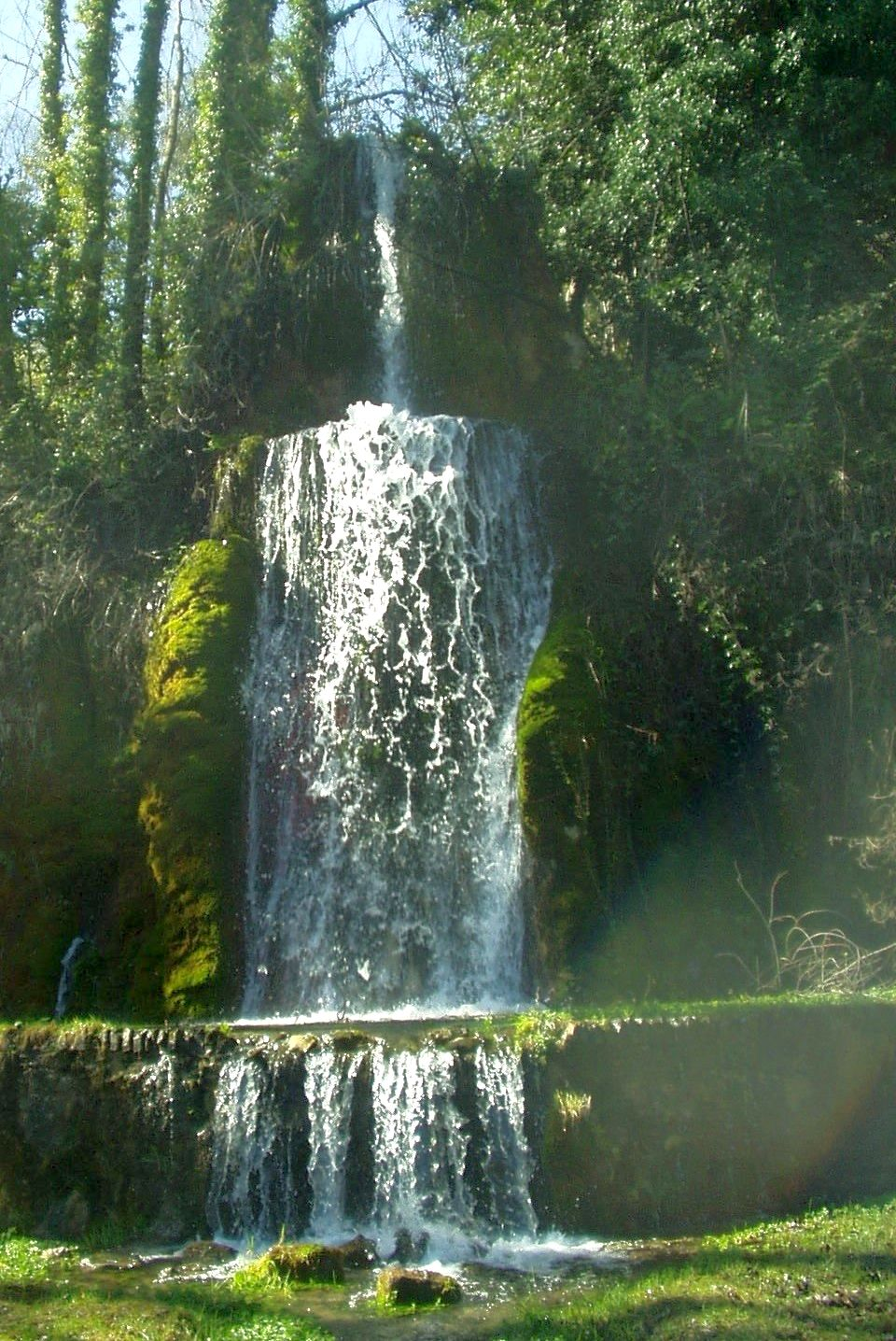
Fons bandusiae, Licenza

O fons Bandusiae is een gedicht van de Romeinse dichter Horatius. Elk jaar op 13 oktober werd het feest van de Fontanalia gevierd, waarop de (heilige) bronnen geëerd werden door een offer van een geitebokje waarvan men het bloed in de bron liet vloeien. Horatius gedenkt deze dag met een charmant gedichtje, uitgegeven in zijn Oden 3,13. De ligging van deze bron is onbekend. Een mogelijke plaats is in Licenza (Lazio), waar Horatius een buitenhuis (villa) had. Het gedicht is verplichte literatuur voor alle Engelse middelbare scholieren die een examen in het Latijn willen afleggen.
Latijnse tekst en Engelse vertaling (1895, Austin Dobson)
Ó fons Bándusiaé, spléndidiór vitro,
dúlci dígne meró nón sine flóribus,
crás donáberis haédo,
cuí frons túrgida córnibus

prímis ét venerém et proélia déstinat.
Frústra: nám gelidós ínficiét tibi
rúbro sánguine rívos
lásciví subolés gregis.

Te flagrantis atrox hora Caniculae
nescit tangere, tu frigus amabile
fessis vomere tauris
praebes et pecori vago.

Fies nobilium tu quoque fontium,
me dicente cavis impositam ilicem
saxis, unde loquaces
lymphae desiliunt tuae.
O Babbling Spring, than glass more clear,
Worthy of wreath and cup sincere,
To-morrow shall a kid be thine
With swelled and sprouting brows for sign,—
Sure sign!—of loves and battles near.

Child of the race that butt and rear!
Not less, alas! his life-blood dear
Must tinge thy cold wave crystalline,
O babbling Spring!

Thee Sirius knows not. Thou dost cheer
With pleasant cool the plough-worn steer,—
The wandering flock. This verse of mine
Will rank thee one with founts divine;
Men shall thy rock and tree revere,
O babbling Spring!